# قورباغه نگارین معمولی
قورباغه نگارین معمولی (نام علمی: Discoglossus pictus) نام یک گونه از تیره قورباغه‌های دهان‌گرد است.